# Roger Bonvin
Roger Bonvin (ur. 12 września 1907, zm. 5 czerwca 1982) – szwajcarski polityk, członek Rady Związkowej od 27 września 1962 do 31 grudnia 1972. Kierował następującymi departamentami:
- Departament Finansów (1962-1967, 1968)
- Departament Transportu, Komunikacji i Energii (1968, 1969-1973)[2].

Był członkiem CVP.
Pełnił także funkcje wiceprezydenta (1966, 1972) i prezydenta (1967, 1973) Konfederacji.